# Kollam
Kollam es una ciudad en el distrito de Kollam, en el estado de Kerala, en la India, situada a 71 kilómetros al norte de la capital del estado Thiruvananthapuram (Trivandrum). 
También es la sede del distrito de Kollam, uno entre los 14 distritos en el estado de Kerala. Está ubicado en el sur del distrito de Thiruvananthapuram, en el norte de Pathanamthitta y Alappuzha, en el este de Tamil Nadu y al oeste con el mar Arábigo. 
La ciudad es famosa por su masiva producción de coco. Es la puerta de entrada a remansos de Kerala y, por lo tanto, un destacado destino turístico. Kollam era antiguamente llamado "Desinganadu", Durante el imperio de la Travancore siendo el principal epicentro comercial. 
El reino toma su nombre de Thiruvithamcode en el actual distrito Kanyakumari de Tamil Nadu.

## Historia
Kollam (Nelcynda) comparte la fama con Kodungallur (Muziris) como un antiguo puerto de mar en la costa Malabar de la India de principios de siglos de la era cristiana. Kollam ha sostenido una reputación comercial de la época de los fenicios y los romanos. Plinio (23-79 d. C.) menciona griego sobre los buques anclados en Musiris y Nelkanda. Musiris se identifica con Kodungallur (entonces gobernada por el reino CHERA) y Nelkanda (Nelcyndis) con Quilon o Kollam (entonces bajo el imperio Pandyan). Kollam fue el principal puerto de los Pandyas en la costa oeste y estaba conectado con Korkai (Kayal) puerto de la costa este y también a través de la tierra sobre la ruta occidental de Ghats. Especias, perlas, diamantes y seda fueron exportados a Egipto y Roma de estos dos puertos en la costa sur-occidental de la India. Las perlas y los diamantes provenían de Ceilán y la costa oriental del Sur de la India, entonces conocido como el reino Pandyan. 
Cosmas Indicopleustes, que visitó la costa Malabar en 522 d. C., menciona acerca de los cristianos sirios en Kollam. Él escribió, "En la isla de Tabropane (Ceilán), hay una iglesia de los cristianos, y secretarios y fiel. Hombre Del mismo modo en que crece la pimienta, y en la ciudad de Kalliana también hay un obispo concentrado en Persia" (Referencia : Manual de Travancore). El Patriarca nestoriano Jesujabus, quien murió en 660 d. C. hace mención especial de Quilon en su carta a Simón, Metropolitano de Persia. En el 822 d. C. dos nestoriana farsi obispos fueron enviados a Kollam y Kodungallur a cuidar el sirio fieles cristianos. Marzo Sapor era el obispo de Kollam y Mar Peroz (Proth) fue el obispo de Kodungallur. Marzo Sapor que también se llama así Marzo Abo vivió sus últimos años en Thevalakara. Sus restos fueron enterrados en la Martha Mariam Iglesia Ortodoxa en Thevalakara que fue construido en el siglo IV º. Esta iglesia que lleva la tumba de Mar Sapor es de 25 km de la ciudad de Kollam. 
Los gobernantes de Kollam (anteriormente llamado 'Desinganadu'), entonces, también tuvieron relaciones comerciales con China e intercambiar embajadas. Según los registros de la Dinastía Tang (618 d. C. a 913 d. C.) (Referencia: Manual de Travancore, página 244), Quilon era su principal puerto de escala y se le dio el nombre de «Mahlai 'por ellos. El comercio chino disminuyó alrededor de 900 d. C. y se volvió a revivir en el siglo XIII. Marco Polo, que visitó China del Kublai Khan del tribunal, en su viaje de ida y vuelta a Venecia, viajó a través de Kollam y dio una interesante cuenta de la floreciente puerto de Kollam (Coilum, que se refiere a por él) y sus relaciones comerciales con China en el este y los países occidentales. Chinnakada, (China-Kada), el centro de la ciudad, fue llamada así después de los comerciantes chinos. El aumento en la actividad comercial resultó en el establecimiento de asentamientos florecientes chino en Kollam. 
Marco Polo, el gran viajero veneciano, que estaba en chino servicio bajo Kublai Khan visitó Kollam en 1293 AD en su viaje de regreso de China a Venecia. Se encontró con los cristianos y los Judíos que viven en Coilum (Kollam). También encontraron los comerciantes de China y Arabia. Él ha dado una relación detallada de Kollam en sus escritos, que se reproducen en el Manual de Travancore. 
Según Ibn Batuta, Kollam fue uno de los cinco puertos, que había visto en el curso de sus viajes, en el siglo XIV. 
Los portugueses fueron los primeros europeos a establecer un centro de comercio en Kollam en 1502. En 1661 los holandeses tomaron posesión de la ciudad. Los restos de las fortalezas holandés se puede encontrar en la Thangasseri. 
La historia del distrito como una unidad administrativa se remontan a 1835, cuando el estado Travancore constaba de dos divisiones de ingresos con sede en Kollam y Kottayam. En el momento de la integración de Travancore y Cochin distritos en 1949, Kollam fue una de las tres divisiones de los ingresos en el estado. Más tarde, estas tres divisiones los ingresos se convirtieron en los distritos. Pero Shencottah Taluka se fusionó con el estado de Madras como consecuencia de la aplicación de la Ley de Reorganización Estados de 1956.

## Administración
Es la capital del distrito homónimo y, dentro del mismo, es nominalmente la sede de uno de sus seis taluks. Pese a dar nombre a su taluk, la sede administrativa se ubica en la vecina localidad de Paravur, un suburbio de Kollam situado en su costa suroriental. La ciudad en sí posee el estatus de corporación municipal desde 2000.

## Sitios de interés

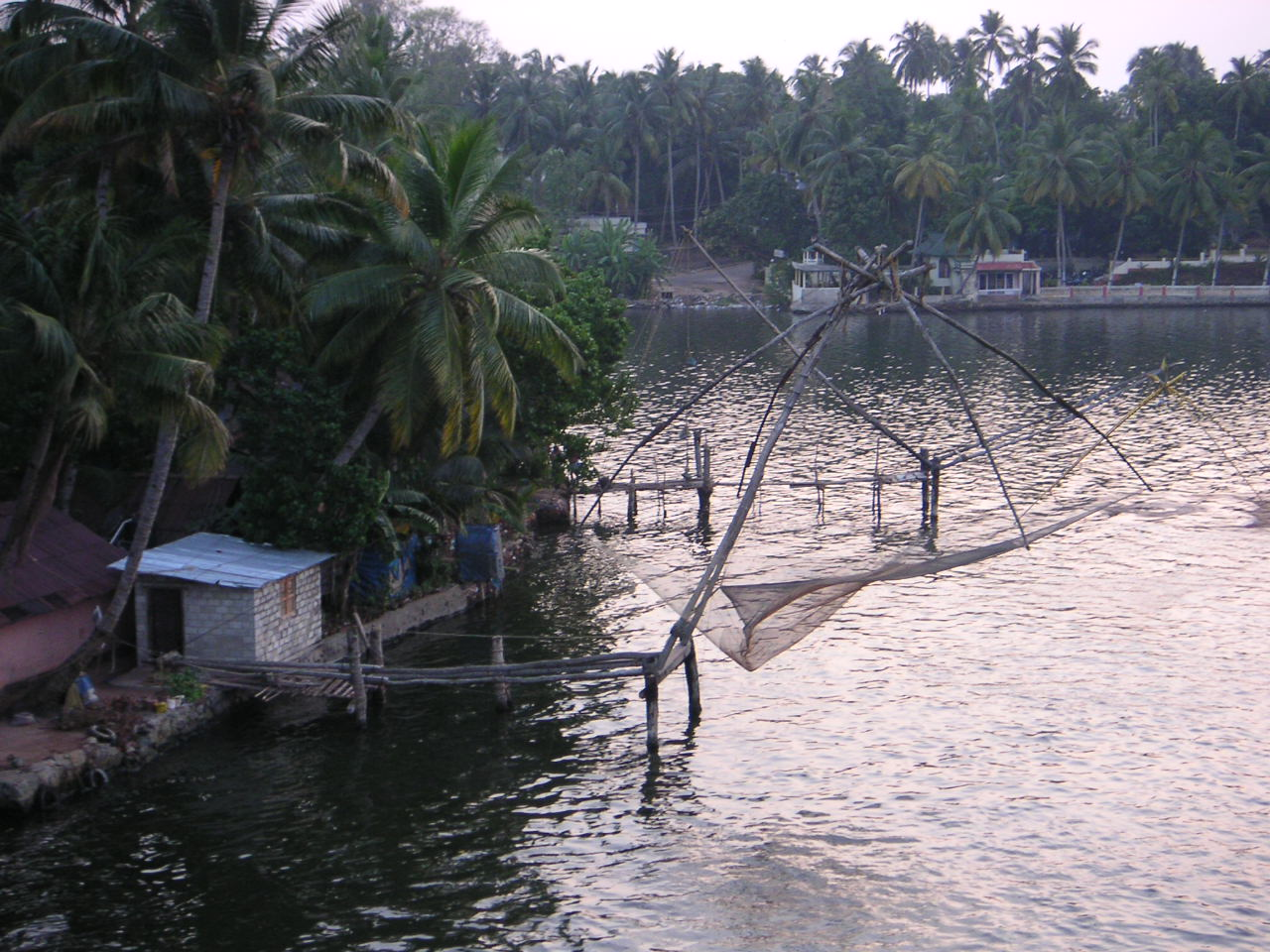
Kollam.

La mayoría de los lugares en Kollam están situados en un radio de 8-10 km del centro de la ciudad. Lugares cercanos al centro de la ciudad incluyen la tranquila y pintoresca, Thirummulavaram y las playas de Tangasseri. Otra pintoresca playa que merece la pena visitar es el semilunar Kochupilamood Beach (Kollam playa). 
La luz en casa Tangaseeri Kollam está 144 pies (44 m) de altura. El Tangasseri Light House fue construido en 1902. Thirumullavaram, a unos 6 km del centro de la ciudad es muy popular por su calma y serena playa. 
Instalaciones Náuticas en el Lago Ashtamudi están disponibles en el embarcadero principal, a donde se puede llegar en autobús.
Kollam The Kayal (Lago) Pradakshina Crucero operado por el propietario del barco local está disponible hasta la Isla Munroe.
Puntos turísticos como Thenmala, Ashramom Residencia Palace, Aventura Park, Jetayu párrafo, y Palaruvi caídas de agua son populares lugares de interés.

## Chamaya Vilakku
El rito llamado Chamaya Vilakku (maquillaje de la lámpara) consiste en hacer una ofrenda a la diosa Bhagavathy, la deidad del templo durante una larga procesión con luces encendidas.
La gente de todo el mundo vienen aquí a ofrecer sus oraciones y pedir las bendiciones de Devi.
Es costumbre llevar la tradicional lámpara llamada chamayavilakku, la cual está sostenida por una larga vara de madera y que llega hasta la altura de la cintura. La lámpara posee cinco luces y es encendida por la lámpara principal o mayor del templo.
Los hombres visten como mujeres para cumplir con sus votos y dar las gracias a Devi de los favores que han recibido y al mismo tiempo para pedir nuevas bendiciones.
Algunos se acercan para pedir salud, otros un buen trabajo, algunos piden que les de muchos hijos, otros que les permitan casarse con su amante.
Las personas que asisten son de todas las edades, desde niños hasta ancianos.
Los hombres visten todo tipo de trajes, pero el favorito es el saree y también la tradicional kerala settu mundu. Los jóvenes también utilizan modernos vestidos como faldas y jeans. Algunos hombres incluso llevan trajes de baile.